# Кокпекті (Хромтауський район)
Кокпекті́ (каз. Көкпекті) — село у складі Хромтауського району Актюбінської області Казахстану. Входить до складу Тассайського сільського округу.
До 2007 року село називалося Степне.
Населення — 59 осіб (2021; 220 у 2009, 339 у 1999, 434 особи у 1989).